# Ivan Štrukelj (duhovnik)
Ivan Štrukelj, slovenski rimskokatoliški duhovnik in pisatelj, * 14. september 1869, Vižmarje, † 26. januar 1948, Polhov Gradec.

## Življenje in delo
Rodil se je očetu Janezu st. in materi Mariji (rojeni Zobec). Nadarjeni Štrukelj je v Ljubljani obiskoval gimnazijo (1882–1890), bil gojenec Alojzijevišča, študiral bogoslovje 1890–1894 se učil modernih jezikov. Po končanem študiju je bil kaplan na Krki, v Šmartnem pri Litiji, župnik v Zgornjem Tuhinju in Polhovem Gradcu.
Štrukelj je pisal krajše, živahne mladinske spise in uredil Pomladne glase (1894).  V KMD je objavil Tratarjev dolg (1894). Ostala njegova dela so: Spanje in sanje (1894); Malo potrpimo (1896); Kako je bil Kolenarjev Aleš za fanta potrjen (1892); Spletke (1894); Prve hiše (1896); Američan (1897); Vrt, vrt! (1899). Štrukljevo pripovedno delo zajema vaško in predmestno okolje, namenjeno je zabavi in pouku ter pomešano s krotkim, neglobokim humorjem.